# Heyárfoss
Der Heyárfoss Wasserfall in den Westfjorden von Island.
Der Wasserfall liegt in der Gemeinde Reykhólahreppur in der Austur-Barðastrandarsýsla etwa zwei Kilometer nordwestlich des Ortes Reykhólar.
Er ist über den Reykhólasveitarvegur  zwischen den Farmen Höllustaðir und Skerðingsstaðir zu erreichen.
Von der Straße ist der Heyárfoss nicht gut sichtbar, kann allerdings zu Fuß besser betrachtet werden.
Der Fluss Heyá, der zeitweise fast austrocknet, fließt durch das Heyárdalur und stürzt am  Reykjanesfjall um 15 Meter in die Tiefe.
Im Umkreis weniger Kilometer finden sich auf der Halbinsel Reykjanes mit Grundarfoss, Miðjanesfoss und Staðarfoss drei weitere Wasserfälle, die auch vom Reykjanesfjall herabstürzen.